# Чочхати
Чочхати (груз. ჩოჩხათი) — село в Грузии, на территории Ланчхутского муниципалитета края (мхаре) Гурия.

## География
Село находится в западной части Грузии, на правом берегу реки Шути (правый приток Супсы), на расстоянии приблизительно 11 километров (по прямой) к западо-юго-западу от города Ланчхути, административного центра муниципалитета. Абсолютная высота — 35 метров над уровнем моря.

## Население
По результатам официальной переписи населения 2014 года, в Чочхати проживало 580 человек (304 мужчины и 276 женщин). В национальной структуре населения грузины составляли 99,3 %, азербайджанцы — 0,35 %, украинцы — 0,35 %.
| Год  | Население, человек |
| ---- | ------------------ |
| 2002 | 709                |
| 2014 | ↘ 580              |